# Quesillo

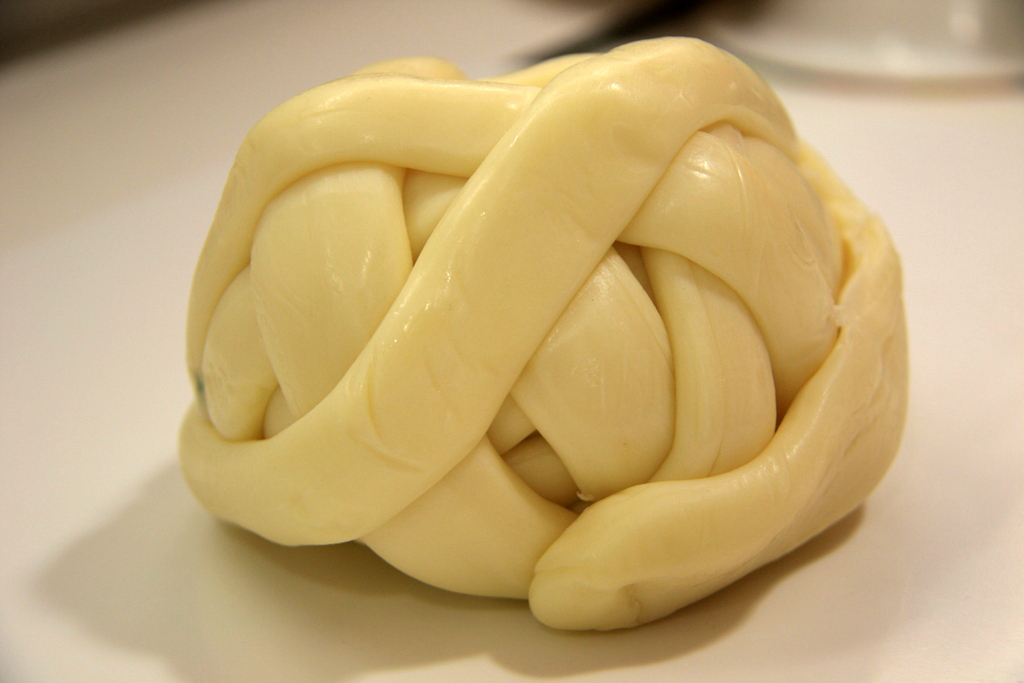
Queso de México (queso Oaxaca)
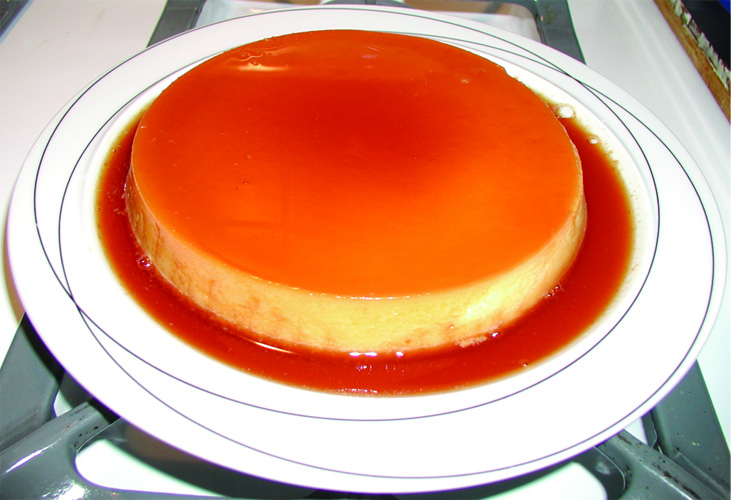
Quesillo de Venezuela

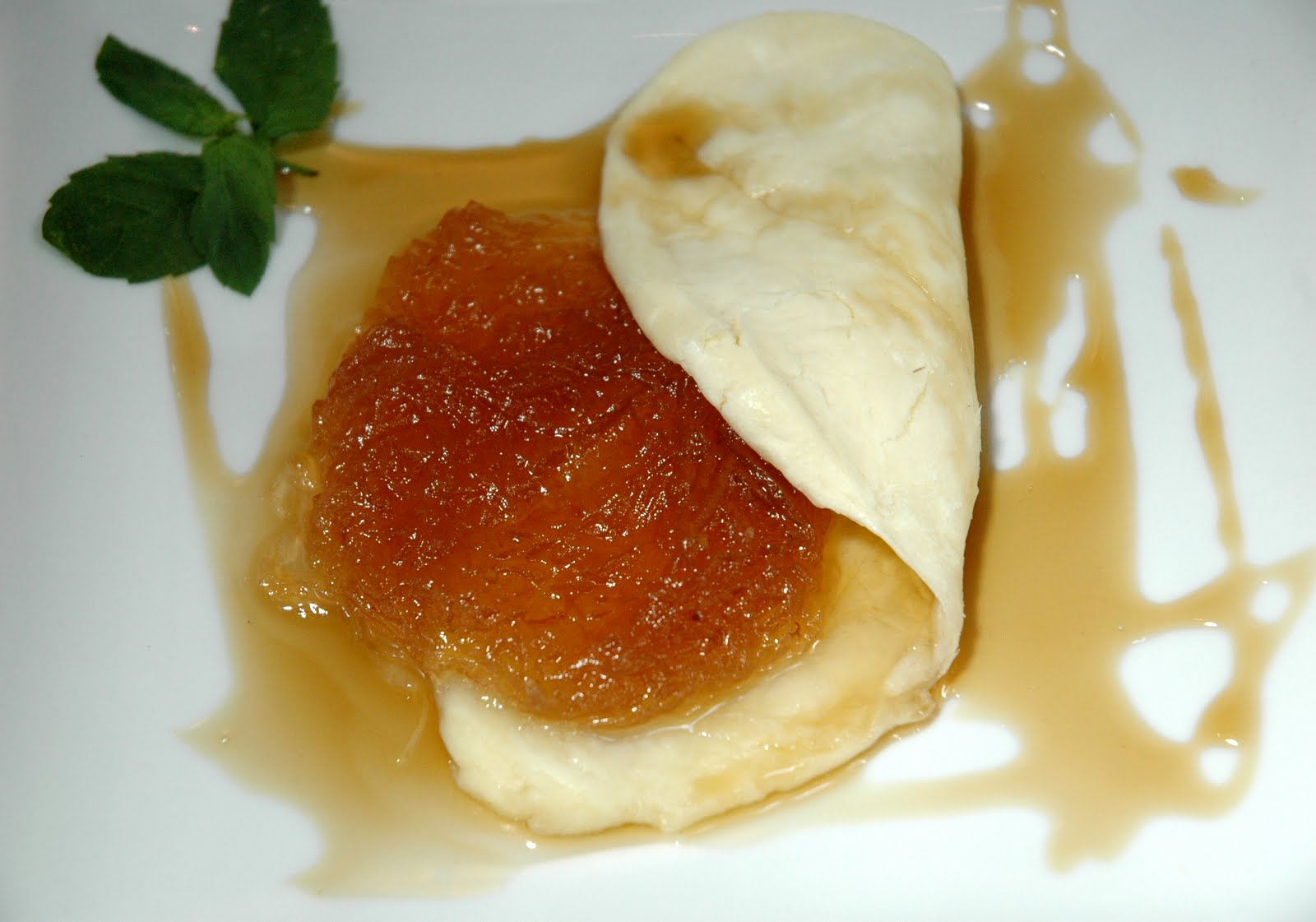
Quesillo artesanal acompañado con dulce de cayote, nueces y miel de caña. Postre típico en la provincia de Salta (Argentina).
Archivo:01 Queso Mexicano Oaxaca.jpg

El quesillo  es un tipo de dulce popular en varias regiones de América , especialmente del Noroeste argentino, El Salvador, Nicaragua, Honduras y zonas de Chile y  México con diferentes usos culinarios, es elaborado a partir de la leche de vaca. En Venezuela, se conoce como quesillo a un postre con raíces Canarias que se adopta mediante la migración,  hecho a base de huevos, leche completa y leche condensada. 
Es obtenido por coagulación de la leche pasteurizada de vaca, cabra u oveja por medio del cuajo y/u otras enzimas coagulantes apropiadas; complementado por la acción de bacterias lácticas específicas y mediante un proceso de elaboración conocido como "filado" o hilado que es el responsable de otorgarle al producto sus características particulares y distintivas.
Este producto fresco es elaborado por pequeños productores y su origen se remonta a la conquista española, donde se combinaron productos y costumbres europeas y recetas criollas tradicionales. Así es como surgen en el costumbrismo local productos artesanales como el quesillo, con características propias que lo distinguen.
Se produce durante todo el año debido a que no se madura; es un queso fresco de color blanco, blanco-amarillento que se envasa y se puede consumir inmediatamente. 
No posee corteza ni ojos. Su textura es compacta, firme pero blanda y ligeramente elástica; se presenta en planchas elongadas y planas (de aproximadamente 30-60 cm de largo y 10-15 cm de ancho) y su peso oscila entre 300 y 800 g por unidad, siempre tendiendo al medio kg (500 g). Se sirve como postre acompañado con miel, miel de caña o dulce de cayote y nueces. 
En Nicaragua se presenta acompañado de tortilla, ensalada de cebolla encurtida y crema, usualmente el quesillo lleva forma cuadrada, aunque puede presentarse en la forma que el que lo elabora desee (trenza, circular o forma rectangular).  
En El Salvador es ingrediente principal para las pupusas, el platillo típico del país centroamericano.
En México es conocido como queso oaxaca, de hebra, o quesillo, es una variante del queso banco mexicano nacido en los Valles Centrales de Oaxaca. Su consumo es uno de los predilectos por los mexicanos, gracias a su excelentes cualidades para ser fundido, por lo cual puede hacer acompañado con carnes y verduras recurrentemente se emplea en las tradicionales quesadillas, tlayudas y tortas.

## Historia

### Según México

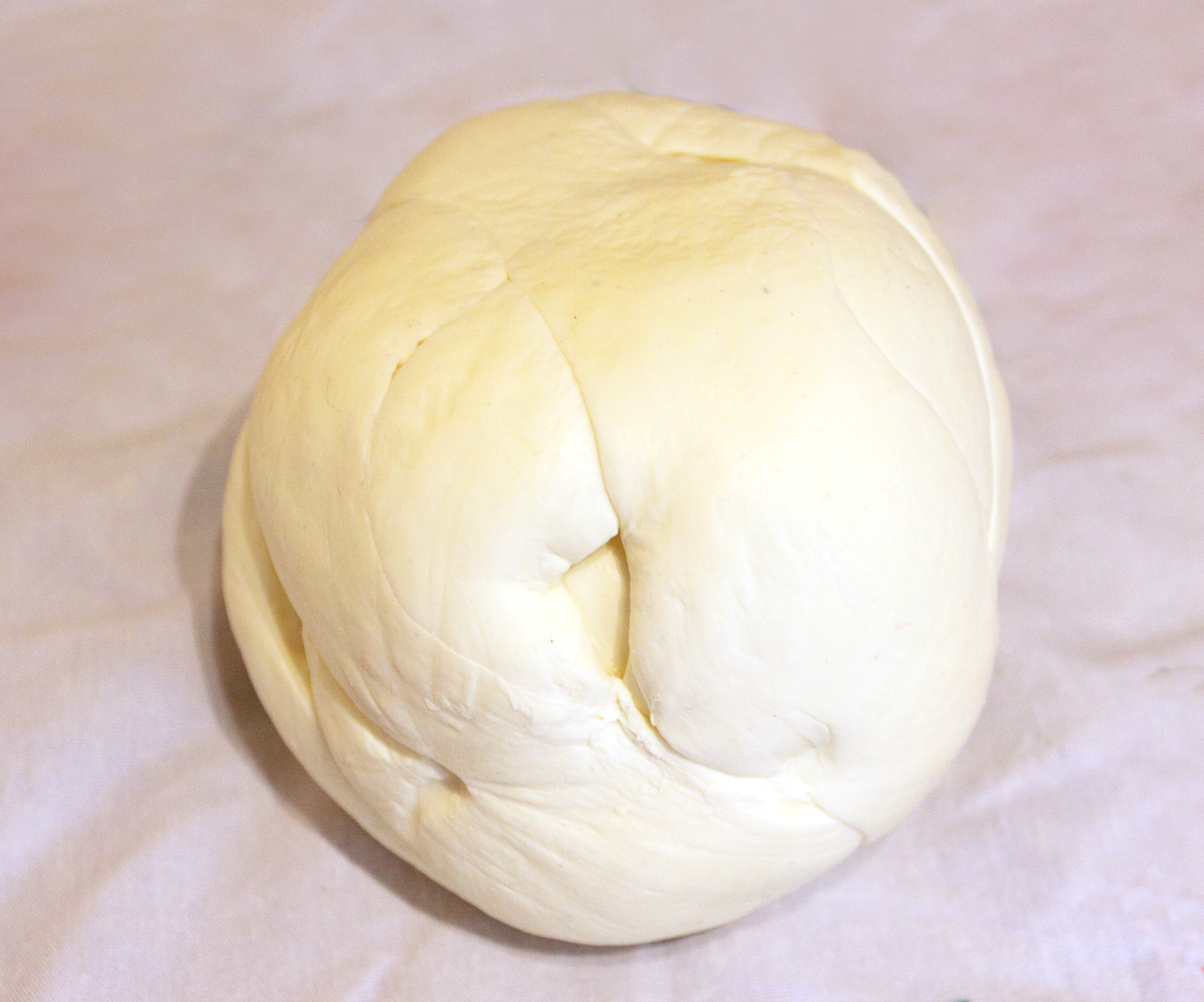
Quesillo o Queso Oaxaca

En el municipio de Etla, Los reyes en el estado de Oaxaca, apodado como "la cuna del quesillo". Los habitantes se enfocan en labores de ganadería y agricultura, pero especialmente en la elaboración del quesillo.
Se dice que en el siglo XIX, este ingrediente nació como consecuencia del olvido de una niña de 14 años llamada Leobarda Castellanos García, quien tenía por encargo el cuajado de la leche para convertirla en queso.
La niña sufrió de una distracción que dejó a la mezcla más tiempo del requerido, el cuajado se le pasó de punto, lo cual que trató de remediar al agregar agua caliente y el resultado fue una masa chiclosa de color blanca a la que bautizó como ‘quesillo’.
El sabor cautivó a su familia y se volvió famoso en Oaxaca y sus poblaciones alrededor, luego en Puebla, donde lo renombraron ‘queso Oaxaca’. Esta leyenda se ha convertido en un ingrediente más de su elaboración.
Hoy este producto se ha popularizado por todo el país, es común encontrar al deleite culinario en una forma circular similar a la de una bola, pero en otros estados se puede hallar acomodado como un caracol.
A pesar de ser conocido con esos dos nombres, el manjar cuenta con una serie de nombres que resultan ser igual de válidos que ‘quesillo‘ entre los que resaltan:

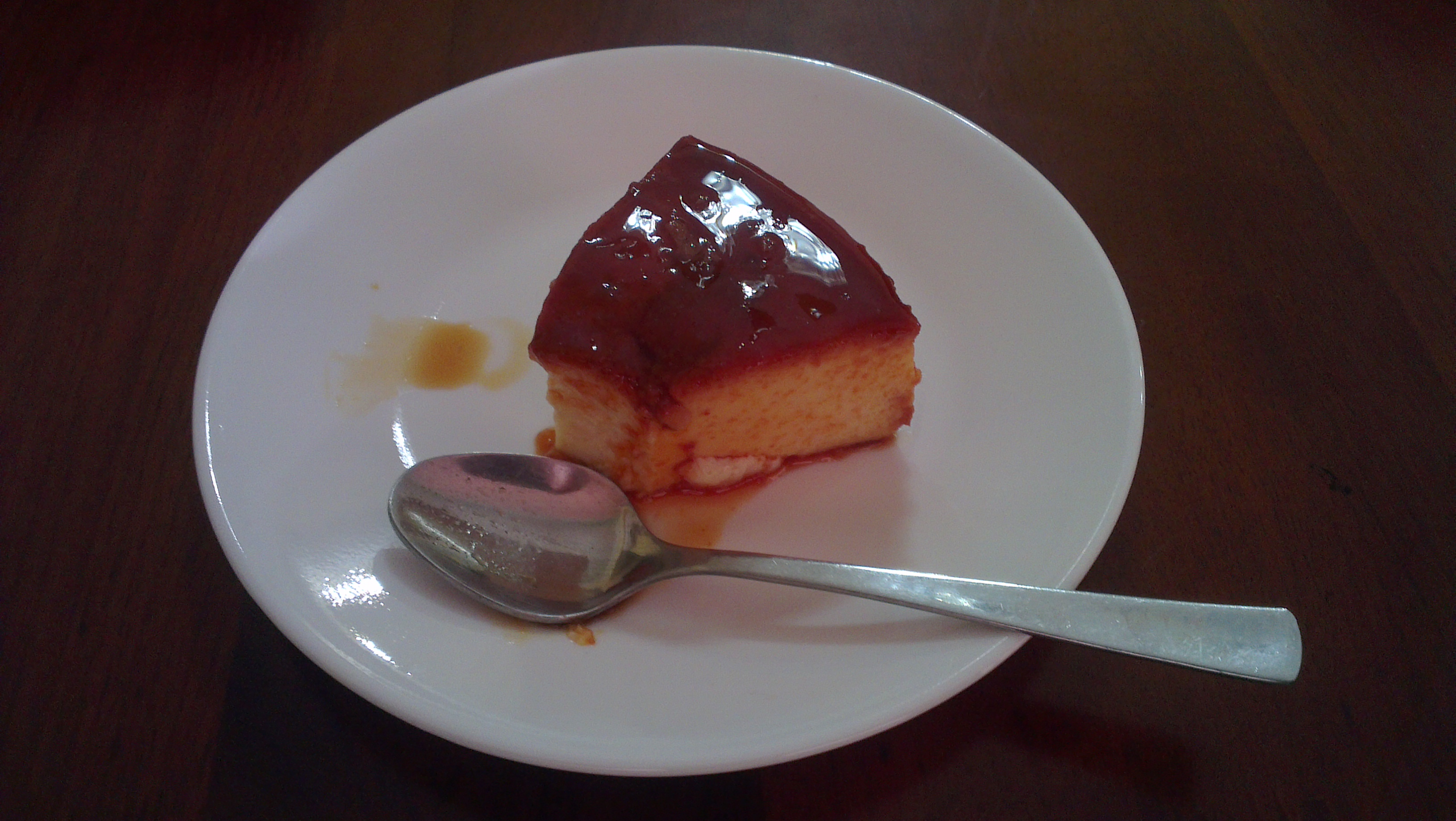
Quesillo

- Queso de bola.
- Queso de hebra.
- Queso oaxaqueño.
- Queso para deshebrar.
- Queso trenzado
- Queso tropical.

### Según Venezuela
Varias fuentes sugieren que este postre proviene de las Islas Canarias. En esa parte del mundo, se llama flan de huevo. La receta del flan de huevo se remonta al siglo XIX. Además, se prepara con leche entera, no condensada.
En los hogares de Venezuela, se utiliza un molde tradicional llamado quesillera para preparar el quesillo. Se asemeja a una caja de coser de metal y está destinada a la preparación exclusiva del quesillo.

## Modo de preparación

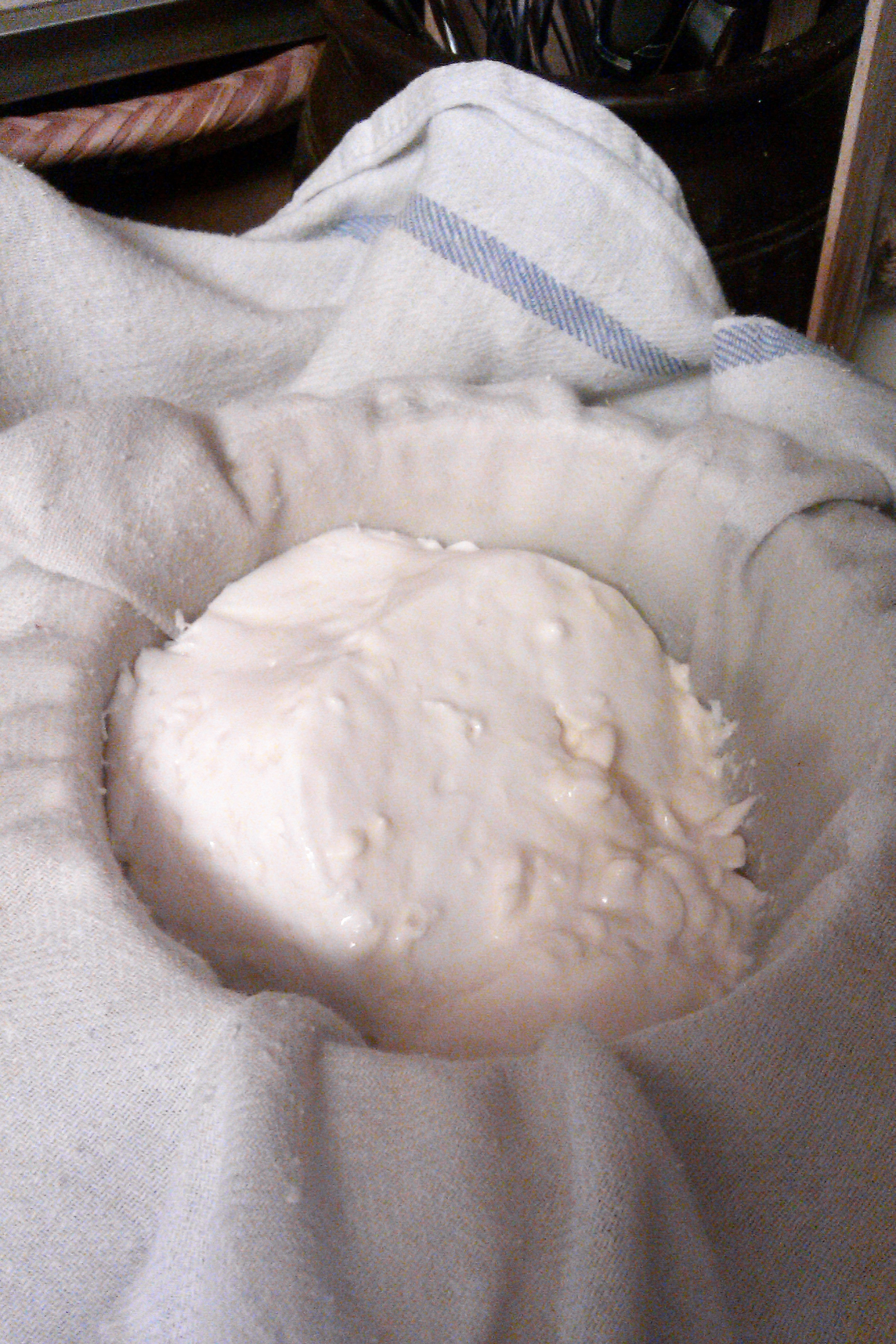
Preparación del quesillo

La leche de vaca obtenida una parte a la mañana y otra a la tarde se la cuaja.
A la leche se le agrega el cuajo. Éste se elabora extrayendo una parte de la ubre de la vaca, se lava, se le coloca sal hasta formar una especie de bolsita y se seca a la sombra o al sol. Una vez seca va a un recipiente con agua tibia, se reposa varias horas hasta que el agua adquiere un color marrón oscuro, significando que el ácido del cuajo está listo para cortar la leche.
Cuando se coloca el cuajo a la leche, ésta comienza a hacerse parecida al yogur.
Se mezcla con un cucharón de madera y esta preparación se conforma con tiras gruesas, luego se asienta, formándose la cuajada: parte sólida de la leche (la parte líquida, el suero).
Asentada la cuajada, se retira y se pone en otro recipiente para la maduración.
Con la cuajada madura, (depende de la temperatura ambiental), en una cacerola con agua hervida se coloca sal y se introducen trozos de cuajada a la olla.
Luego se retiran del agua hervida, esa cuajada calentada y se la pone en una bandeja, haciéndose bollitos, se la pone en un lienzo sobre una mesa semisuspendida de cada extremo de la tela.
Luego se la comienza a estirar formando así cada unidad de quesillo, pesando hasta 500 g aproximadamente.